# Танбалытас
Танбалытас (каз. Таңбалытас, до 2008 г. — Горный) — село (в прошлом - рабочий посёлок) до в Жамбылском районе Алматинской области Казахстана. Входит в состав сельского округа Матибулак. Код КАТО — 194255200.

## Население
По переписи 1989 года в посёлке Горный проживало 1972 человека (936 мужчина и 1036 женщин).
В 1999 году население села составляло 1396 человек (661 мужчина и 735 женщин). По данным переписи 2009 года, в селе проживало 1545 человек (776 мужчин и 769 женщин).